# Autodromo Internazionale Enzo e Dino Ferrari

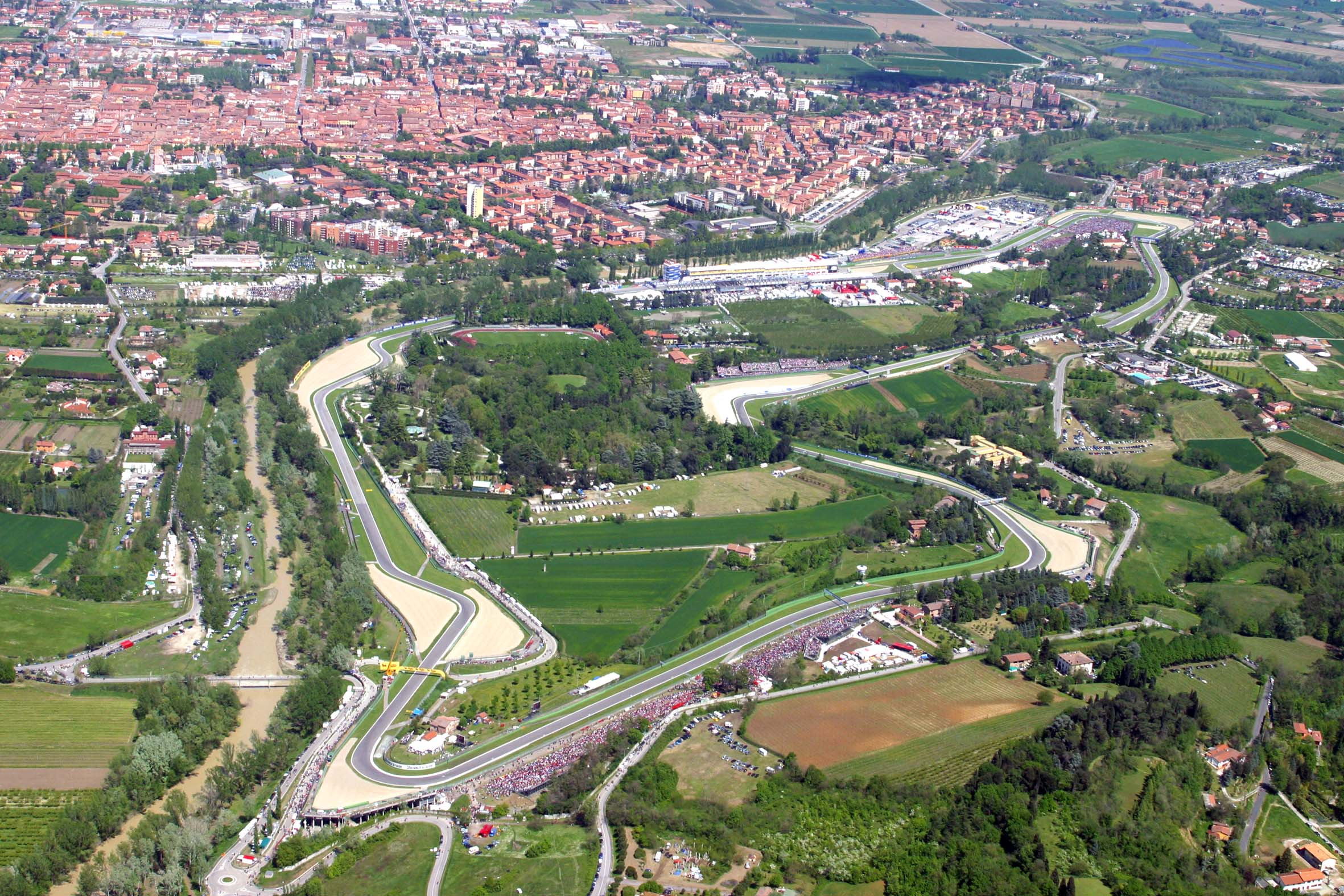
Autodromo Internazionale Enzo e Dino Ferrari

Het Autodromo Internazionale Enzo e Dino Ferrari is een racecircuit in Imola, Italië.
Het circuit ligt ten zuidoosten van Bologna in de bossen langs de rivier de Santerno. Oorspronkelijk was de naam van het circuit Autodromo Dino Ferrari maar het werd in 1988 hernoemd naar de overleden Enzo Ferrari, de oprichter van Ferrari, en diens vroeg gestorven zoon Dino Ferrari.

## Formule 1

### 1981 - 2006
Het circuit had van 1981 tot en met 2006 jaarlijks een Formule 1 wedstrijd toegewezen onder de naam Grand Prix van San Marino.
In 1982 was er de dramatische wedstrijd tussen Gilles Villeneuve en Didier Pironi. Villeneuve reed comfortabel aan de leiding voor zijn teammaat, en de teamorders waren om elkaar in de laatste ronden niet meer te passeren. Pironi trok er zich niets van aan en schoot Villeneuve, die zich van geen kwaad bewust was, voorbij in de laatste ronde en werd als eerste afgevlagd. Na de race zwoer Villeneuve dat hij nooit meer tegen zijn teamgenoot zou praten. Dat deed hij inderdaad niet. Twee weken later kwam hij om in de Belgische grand prix op Zolder.
Het circuit kende ook zware ongelukken. Nelson Piquet kreeg een klapband in de beruchte Tamburello-bocht in 1987 en twee jaar later schoot Gerhard Bergers Ferrari er in brand na een crash.
Op Imola verongelukten ook Roland Ratzenberger en Ayrton Senna respectievelijk tijdens de kwalificatie en de race voor de Grand Prix Formule 1 van San Marino 1994.
Na deze gebeurtenissen werd het circuit aangepast om zo de veiligheid beter te garanderen. Er kwam een chicane in de beruchte Tamburello-bocht. In 2007 kwam de laatste aanpassing, de Variante Bassa chicane voor start en finish verdween en de pitboxen werden volledig vernieuwd.

### 2020 - 2025
De Formule 1 rijdt vanwege COVID-19 niet op alle circuits van de oorspronkelijke racekalender. Om toch genoeg races te kunnen rijden voor een kampioenschap worden er op het Europese vasteland andere circuits bezocht. Imola is een van de circuits die aan de alternatieve kalender is toegevoegd. Deze keer echter niet onder de naam Grand Prix van San Marino, maar als de Grand Prix van Emilia-Romagna. De race vond plaats op 1 november 2020 met Valtteri Bottas op pole-position, de race werd gewonnen door Lewis Hamilton. Om dezelfde reden wordt deze Grand Prix ook in 2021 verreden. Ditmaal ter vervanging van de Grand Prix van China die dat jaar niet kan worden verreden. Om dezelfde reden keerde de race ook in 2022 terug op de kalender en in het voorjaar van datzelfde jaar werd een overkomst getekend om de Grand Prix tot en met minstens 2025 te blijven organiseren.

## Wielrennen
Op het circuit werden enkele wielerwedstrijden gehouden. Het circuit deed twee keer dienst als start- en aankomstplaats van de wereldkampioenschappen wielrennen zoals in 1968 en in 2020. Het WK van 2020 zou eigenlijk in het Zwitserse Martigny en Aigle plaatsvinden, maar werd vanwege de strenge lokale maatregelen rond de coronapandemie die dat jaar uitbrak verplaatst naar Imola. In 2015 en 2018 was het circuit finishplaats van respectievelijk de 11e etappe en de 12e etappe van de Ronde van Italië. In 2009 vond op het circuit het Italiaans kampioenschap wielrennen op de weg plaats.

## Concerten
Het circuit wordt regelmatig gebruikt voor concerten of festivals. Zo werd van 1998 t/m 2006 het Heineken Jammin' Festival en in 2011 het Sonisphere festival op het circuit gehouden. Ook vonden er concerten plaats van o.a. AC/DC (2015), Laura Pausini (2016) en Guns N' Roses (2017).
- Library of Congress Control Number: no2019151641
- MusicBrainz: fa67d250-1ce0-4280-8cec-6c2f83d5a130
- Virtual International Authority File: 6342157162105678980009